# Tharsis Montes
Tharsis Montes fa al·lusió a les tres muntanyes d'origen volcànic ubicades a la regió de Tharsis, al planeta Mart. De vegades s'hi inclou l'Olympus Mons dins d'aquesta denominació, si bé la seva posició una mica allunyada de les altres muntanyes el distingeix com un tret peculiar de la superfície marciana.
Les tres muntanyes són:
- Ascraeus Mons: és la muntanya més septentrional del conjunt, ubicada al sud-est. La seva altura absoluta és d'11 km, i la base fa uns 320 km de diàmetre. Està format per colades successives de lava molt líquida, i possiblement és el volcà més jove de tots tres.
- Pavonis Mons: és la muntanya central, a uns 7 km. Presenta extenses calderes, provocades pel col·lapse, en diferents moments, de la càmera magmàtica després del buidat del magma. Alguns trets evidents d'aquest fenomen són les depressions circulars que hi ha al cim. Al vessant oriental més baix del volcà hi ha una cadena de fosses el·líptiques o ovalades, alineades de dalt a baix al centre d'un penya-segat poc profund. Aquestes estructures possiblement es formaren pel col·lapse associat a una falla; el sabató a tots dos costats del penya-segat seria la pròpia línia de falla, la qual cosa sembla indicar l'existència de processos de tectònica de plaques en algun moment de la història geològica de Mart.
- Arsia Mons: és el volcà més meridional, i possiblement el més antic de tots tres. La seva altura és de 9 km, i és el més gran quant a volum. La seva caldera fa 110 km de diàmetre.

En erigir-se la regió de Tharsis, que pot arribar a una altura d'uns 20 km sobre la superfície mitjana del planeta, l'altitud relativa mitjana dels tres volcans és semblant a la de l'Olympus Mons, uns 25 km sobre la superfície marciana.
Una altra estructura que cal destacar és Tharsis Tholus, un petit conus volcànic situat a 800 km a l'est d'Ascraeus Mons, amb una altura de 8 km, una mica inferior a la de l'Everest. Els seus vessants oriental i occidental són semblants, com esfondrats sobre si mateixos, fenomen produït presumptament pel col·lapse de l'estructura en buidar-se la cavitat magmàtica.
L'origen d'aquestes tres muntanyes, així com el de la regió de Tharsis, pot deure's a un punt calent situat sota l'escorça de Mart, la qual, segons la teoria de la tectònica de plaques, es desplaçaria cap al nord a la regió de Tharsis a l'època de la formació de les muntanyes, un fenomen semblant, tot i que a gran escala, al que es pot apreciar a les illes Hawaii.